# Reglement van orde
Een reglement van orde is een document waarin een vergadering, met name van een politiek orgaan, haar vergaderorde regelt. 
In een dergelijk reglement zijn veelal de volgende zaken geregeld:
- Begin en einde van het lidmaatschap
- Voorzitterschap
- Onderverdeling (in bijvoorbeeld fracties)
- Het woord voeren
- Het indienen en wijzigen van voorstellen
- Het stellen van vragen aan bestuurders
- Het bijeenroepen van een vergadering
- Verslaglegging
- Vertrouwelijkheid en openbaarheid

In de meeste gevallen stelt een instelling haar eigen reglement van orde vast binnen kaders die bij wet of door een hoger orgaan zijn gesteld.